# North Tea Lake
North Tea Lake är en sjö i Kanada.   Den ligger i Nipissing District och provinsen Ontario, i den sydöstra delen av landet, 260 km väster om huvudstaden Ottawa. North Tea Lake ligger 359 meter över havet. Arean är 14,8 kvadratkilometer. Den sträcker sig 5,0 kilometer i nord-sydlig riktning, och 11,3 kilometer i öst-västlig riktning.
I omgivningarna runt North Tea Lake växer i huvudsak blandskog. Trakten runt North Tea Lake är nära nog obefolkad, med mindre än två invånare per kvadratkilometer.